# ベルンハルト・ルッシ
ベルンハルト・ルッシ（Bernhard Russi、1948年8月20日- ）はスイスのウーリ州アンデルマット出身の元アルペンスキー選手。
1970年2月15日に行われたアルペンスキー世界選手権の滑降で金メダルを獲得した。2年後の札幌オリンピックでも再び金メダルを獲得、銀メダルには同じスイスのローラン・コロンバンが入った。1976年インスブルックオリンピックではオーストリアのフランツ・クラマーに次ぐタイムで銀メダルを獲得している。
アルペンスキー・ワールドカップ通算9勝（2位6回、3位12回）、総合では5位が3回、種目別滑降では1970-1971シーズンと1971-1972シーズンに連覇している。
1977-1978シーズン限りで引退した後はダウンヒルコースの設計者として名を馳せ、富良野スキー場でのワールドカップや1998年長野オリンピックをはじめ数多くの滑降のコースデザイナーを務めている。